# Pedinophyllopsis
Pedinophyllopsis là một chi rêu trong họ Geocalycaceae.